# 30935 Давасобел
30935 Давасобел (30935 Davasobel) — астероїд головного поясу, відкритий 8 січня 1994 року.
Тіссеранів параметр щодо Юпітера — 3,796.